# Manuel Orts Cano
Manuel Orts Cano (Benidorm, 1872 - Algorfa, 1924) fue un político de la Comunidad Valenciana, España, y uno de los principales terratenientes valencianos, con propiedades en Finestrat, Alfaz del Pi y Benidorm, cuñado de Alfonso de Rojas y Pascual de Bonanza. Fue alcalde de Benidorm en 1899 y diputado provincial en Castellón por el distrito de Cocentaina-Pego, presidente de la diputación de 1914 a 1916, senador por Alicante en 1918 y diputado al Congreso por el sector maurista del Partido Conservador en las elecciones generales de 1919 por el distrito electoral de Alicante.